# دره گچی
دره گچی، روستایی از توابع بخش مرکزی شهرستان ایذه در استان خوزستان ایران است.

## جمعیت
این روستا در دهستان هلایجان قرار دارد و براساس سرشماری مرکز آمار ایران در سال ۱۳۸۵، جمعیت آن زیر سه خانوار بوده‌است، مردم این روستا به زبان ترکی قشقایی صحبت می‌کنند و شغل اصلی آنان دامپروری است.